# Hrib, Šmarješke Toplice
Hrib este o localitate din comuna Šmarješke Toplice, Slovenia, cu o populație de 31 de locuitori.